# T99
T99 of Turbo 99 is een Belgische rave-, techno en new beatformatie rondom Patrick De Meyer, die vooral bekend is geraakt door hun nummer Anasthasia (1991), dat de 4e plaats haalde in de Nederlandse hitlijsten, de 7e plaats haalde in de Vlaamse hitlijsten en de 14e plaats in de Britse hitlijsten. Het project kende drie fasen. De pop-fase met Guy Meganck en Ann Van Canegem, de New beat-fase met Phil Wilde en de rave-fase met Olivier Abbeloos. T99 stond destijds onder contract bij het Sony-label.

## Geschiedenis
Oorspronkelijk werd T99 in 1985 door Patrick De Meyer opgericht als Turbo 99 en maakte synthpop. Bij de groep waren toetsenist Guy Meganck en zangeres Ann Van Canegem betrokken. Daarmee maakte bereikte hij de top 20 van de Belgische hitlijsten met de single Don't Steel My Joy (1986). Ook opvolger Tonight's The Night (1987) werd nog een hit. Daarna was het succes weer voorbij en in 1988 viel Turbo 99 uiteen. Daarna haakte De Meyer aan bij de New beat-scene en gaf het samen met Phil De Wilde een doorstart als T99. Daarvan verschenen de singles Slidy (1988), Invisible Sensuality (1988) en Too Nice To Be Real (1989). Daarna verdween T99 in de ijskast en gingen De Meter en De Wilde zich met andere projecten bezig houden.
T99 werd nieuw leven ingeblazen toen Patrick hoorde dat Olivier Abbeloos bezig was met het nummer Anasthasia. Met Abbeloos vormde hij eerder het New beat-duo Jarvic 7. Het nummer was eigenlijk bedoeld voor de act Quadrophonia, alleen zag Abbeloos' partner Lucien Foort het nummer niet zitten. De Meyer stelde voor het nummer uit te brengen onder de naam T99. Anasthasia groeide uit tot een grote hit in meerdere landen. Later gevolgd door Nocturne, die Also sprach Zarathustra van Richard Strauss als intro gebruikte. Later werd in samenwerking met vocalist Zenon Zevenbergen (ook bekend van danceacts Human Resource en Rotterdam Termination Source) het album Children of Chaos uitgebracht, waarop zich 17 nummers bevonden. Op het album experimenteerde de groep ook met industrial-invloeden. Er werd geen vervolg gegeven aan T99. 
In 2000 werd de compilatie Complete Works ~ The Best Of T99 met daarop veel remixes. In tegenstelling tot wat de titel suggereert, staat er enkel het werk met Abbeloos erop. The Rhythm Of The Groove, een nieuwe track, werd als single uitgebracht. Daarmee werd ingespeeld op de populariteit van discohouse van dat moment. Een hit werd het echter niet en T99 werd weer inactief. Wel verschenen er nog tal van remixes van Anasthasia.

## Discografie
| Single met eventuele hitnotering(en) in de Nederlandse Top 40 | Datum van verschijnen | Datum van binnenkomst | Hoogste positie | Aantal weken | Opmerkingen |
| ------------------------------------------------------------- | --------------------- | --------------------- | --------------- | ------------ | ----------- |
| Anasthasia                                                    |                       | 01-06-1991            | 4               | 10           |             |
| Nocturne                                                      |                       | 26-10-1991            | 24              | 5            |             |

| Single met hitnotering(en) in de Vlaamse Ultratop 50 | Datum van verschijnen | Datum van binnenkomst | Hoogste positie | Aantal weken | Opmerkingen  |
| ---------------------------------------------------- | --------------------- | --------------------- | --------------- | ------------ | ------------ |
| Don't Steel My Joy                                   | 1986                  | 24/01/1987            | 14              | 7            | als Turbo 99 |
| Tonight's The Night                                  | 1987                  | 11/03/1987            | 32              | 2            | als Turbo 99 |
| Anasthasia                                           | 1991                  | 01/06/1991            | 9               | 12           |              |
| Nocturne                                             | 1991                  | 09/11/1991            | 39              | 1            |              |

#### Albums
- Children Of Chaos (1992)
- Complete Works ~ The Best Of T99 (compilatie) (2000)